# Hemithea wuka
Hemithea wuka là một loài bướm đêm trong họ Geometridae.